# Esequibo (colonia)
Esequibo (en neerlandés: Kolonie Essequebo) fue desde 1616 hasta 1815 una colonia neerlandesa en la región oriental del río Esequibo (en diferentes mapas como Eßekebe Effkebe), en la costa norte de América del Sur. Esequibo fue parte de las colonias que son también conocidas bajo el término colectivo Guayana Neerlandesa, pasó a formar parte del Imperio británico en 1815 junto con las colonias Barbiezos y Demerara formando la Guayana Británica que posteriormente ocuparía la parte occidental de río llegando hasta Pirara en el territorio amazónico del Imperio portugués y el río Cuyuní en la provincia de Guayana de la Gran Colombia.

## Historia

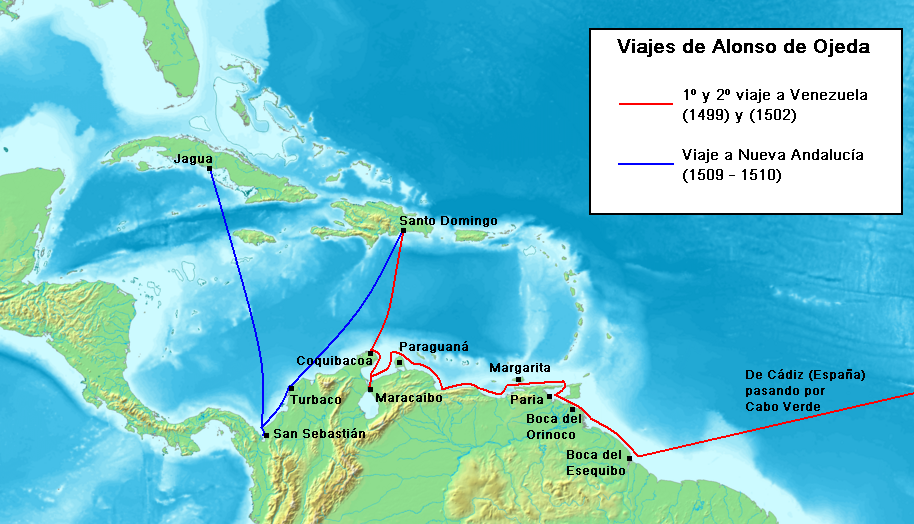
Viajes realizados por Alonso de Ojeda.

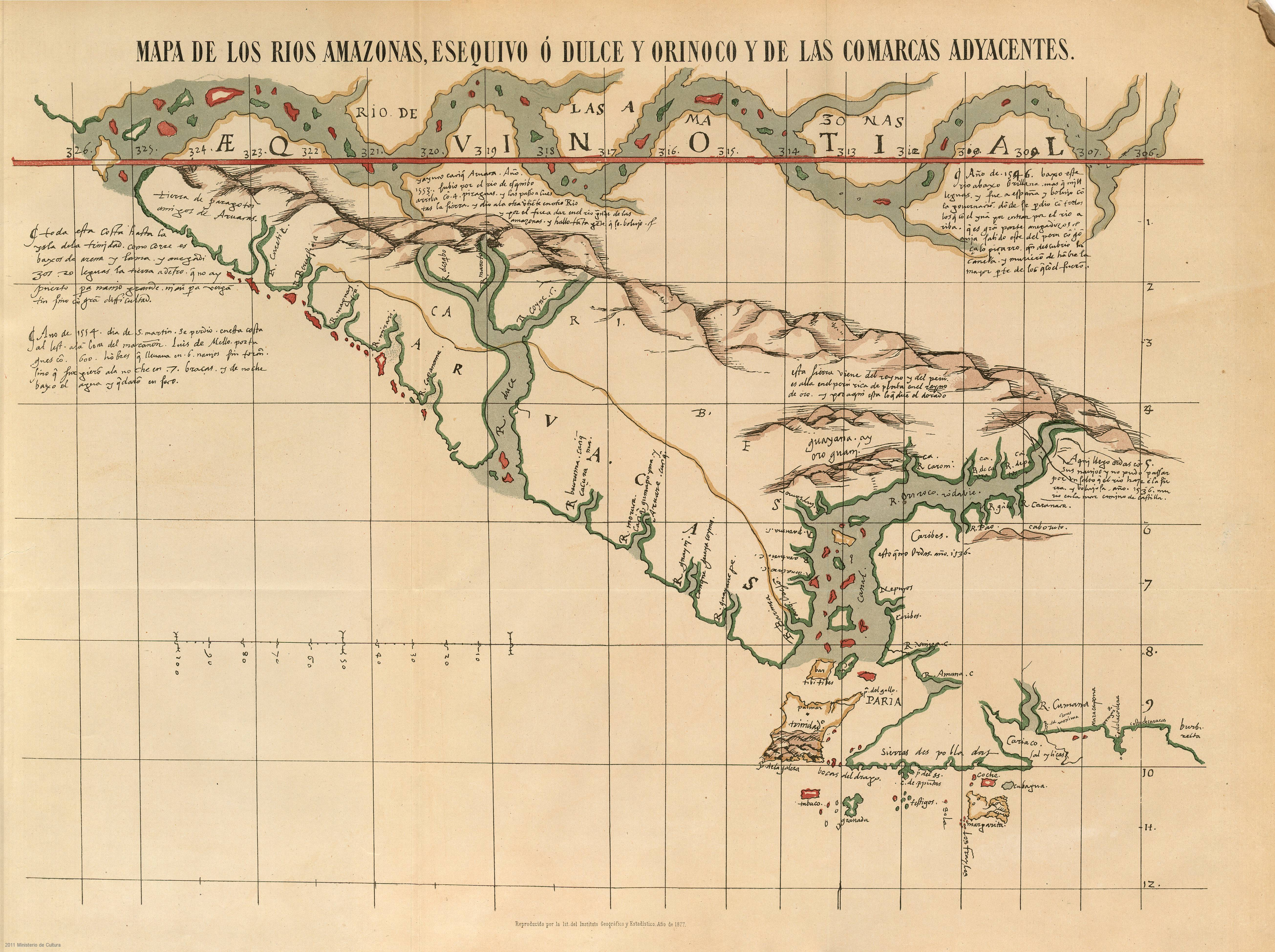
facsímil de 1877 de un mapa del s XVI

El río fue visto por los españoles en 1498, durante el tercer viaje de Cristóbal Colón, Juan de Esquivel realizó exploraciones por las bocas del Orinoco y fue quien lo descubrió en 1498, luego el cartógrafo español Alonso de Ojeda en 1499 quien le dio el nombre río Dulce, posteriormente de Esquibo, No sería hasta más de un siglo después en 1630 cuando los neerlandeses fundasen su colonia a través de la Compañía de las Indias Occidentales  pasando a ser el límite del territorio español al norte de Sudamérica, que los neerlandeses tomarían de referencia al formar sus fronteras con el de España.
Al llegar los neerlandeses su nombre original fue Nova Zeelandia (español: Nueva Zelanda) pero rápidamente empezó a usarse el nombre del río Esequibo. Surgió luego de la destrucción de la Colonia Pomeroon por parte de los españoles alrededor de 1596, su capital fue Fuerte Kyk-Over-Al desde 1616 hasta 1739 que se movió al Fuerte Zeelandia (1739-1815).

En 1658 el cartógrafo Cornelis Goliat realizó un mapa de la colonia. El plan era fundar una ciudad llamada Nueva Middelburg, pero la segunda guerra anglo-neerlandesa (1665-1667) lo hizo imposible. Esequibo en 1665 fue como las otras colonias neerlandesas en Guayana, conquistada por los británicos y luego saqueada por los franceses. Un año más tarde los Países Bajos enviaron una escuadra de barcos para recuperarlas. Mientras que las colonias de Surinam fueron retomadas por Abraham Crijnssen, Esequibo fue recuperado por Matthys Bergenaar. En 1670, las colonias neerlandesas en la zona fueron afectadas fuertemente por las guerra de los Nueve Años (1688-1697) y la guerra de sucesión española (1701-1714). En 1689 Pomeroon fue destruido nuevamente por piratas franceses y no fue reconstruida.

Ca. 1720 Van Keulen. "De kust van Guijana tussen R. Cupanama en Rio Oronoqu"

En 1779 Jose Felipe de Inciarte reconoce la parte oriental del Orinoco hasta el río Esquiboe indica la necesidad de repoblar la zona para prevenir el avance de los Franceses, y del puesto adelantado que tenían los neerlandeses en el río Moruca .
"arroxando á los Olandeses de la citada Posta o Guardia abanzada que allí habían construido, advirtiendolee que si el gobernador de esquibo se quexaxe de este hecho, se había de responder habiendose procedico con arreglo a las leyes e instituciones generales de buen gobierno de nuestras Yndias que no permiten semejantes intrusiones de los extrageros en los Dominios Españoles"

En 1783 los españoles Felipe Yriate y Francisco Saavedra, realizan un informe para cartografiar la zona con el interés de repoblarla y presionar a los neerlandeses evitando se cuelen por las bocas del Orinoco indicando los puntos a fortificar. Sitúan las posiciones más adelantadas de los neerlandeses en el río Moruca.

Plano de varios terrenos del bajo Orinoco / levantado por D. Felipe de Yriarte 5 de diciembre de 1783
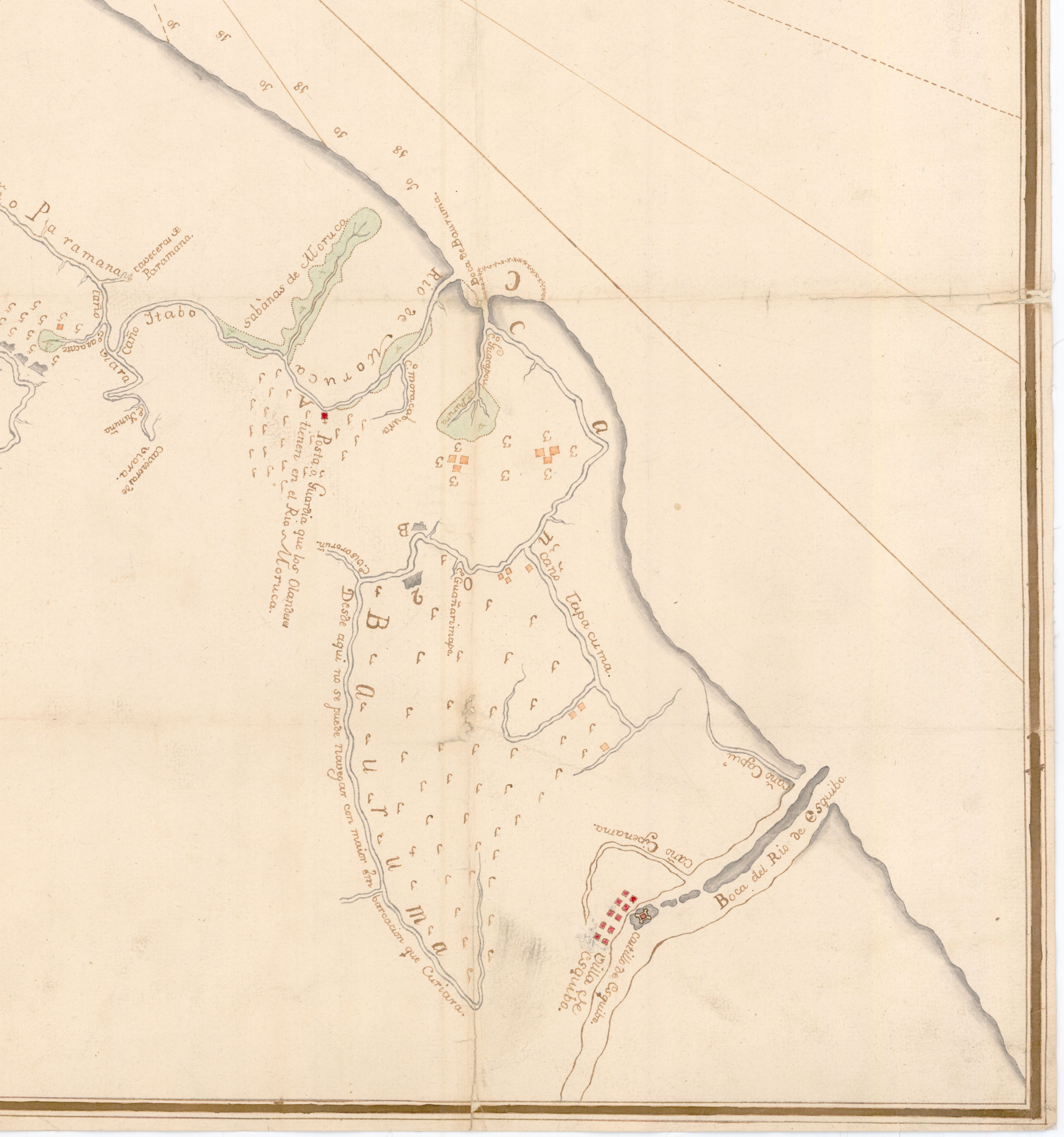
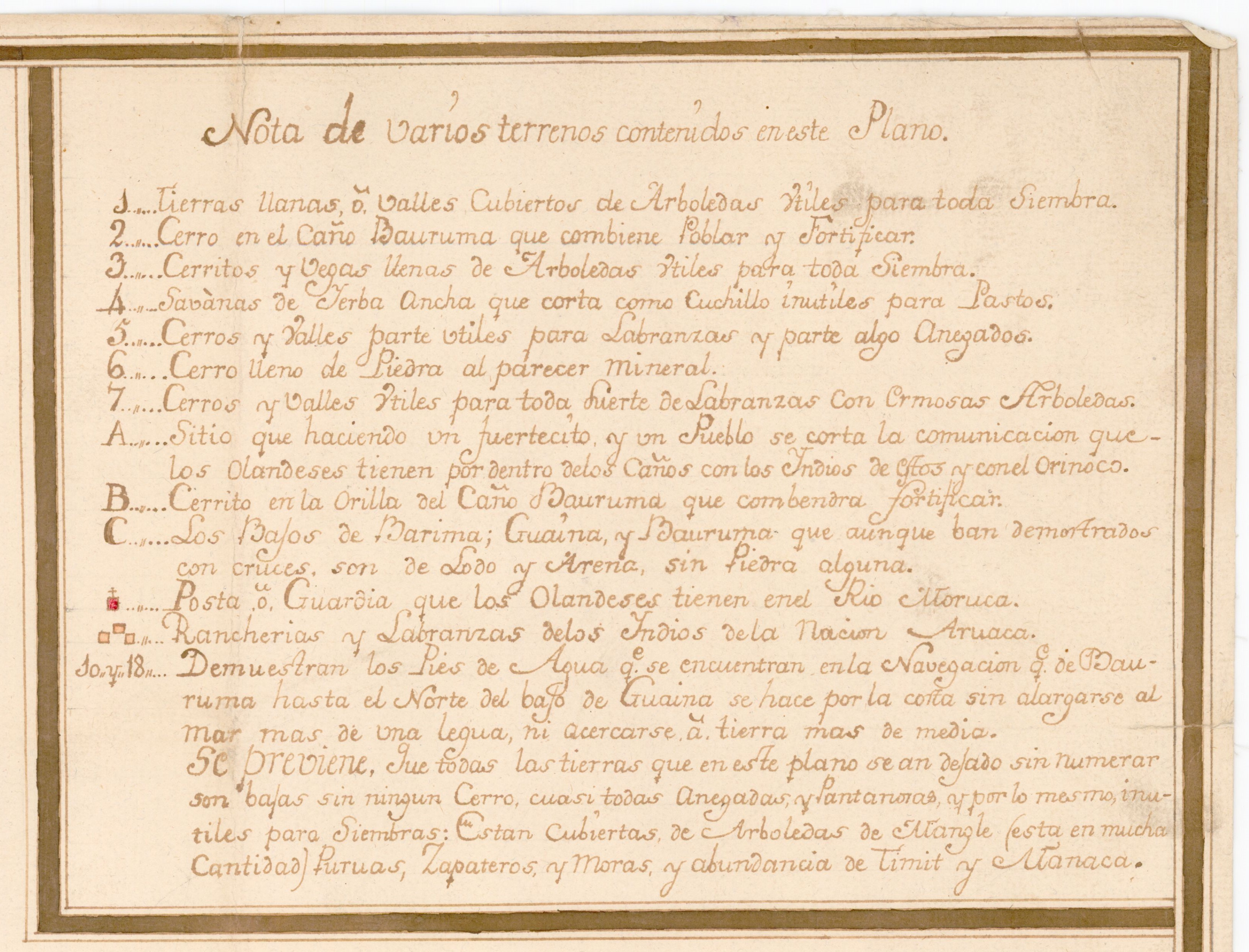

En 1787 D. Antonio de Alcedo Capitán de las Reales Guardias Españolas publica el tomo dos de su extenso "Diccionario Geográfico-Histórico de las Indias Occidentales o America" en el que describe de la siguiente forma el río Esquibo y la colonia neerlandesa.
ESQUIVO, Rio caudaloso de la Provincia y Gobierno de Guayana, nace de la gran laguna Parime, según los descubrimientos y observaciones hechas el año de 1745; sus orillas, que están cubiertas de bosques, dan abrigo á muchos Indios bárbaros que se mantienen de la caza y de la pesca, son Caribes ó Antropófagos, esto es, comedores de carne humana, y andan desnudos así los hombres como las mugeres: este rio es uno de los grandes de la América, tiene sus cabeceras al Sur, pero mientras se acerca á ellas disminuye su caja; es navegable seis jornadas desde su entrada
al mar ó boca en lanchas, y cada vez se va reconociendo la diminucion de sus aguas, porque se divide en varios ramos que forman muchas Islas; recibe las aguas de otros varios caudalosos, y particularmente de los nombrados Mazarroni y Cuyum, que unidos entran en él 10 leguas antes de salir al mar caudalosísimo, por cinco bocas que todas tienen canal de suficiente fondo para embarcaciones menores, aunque no para buques gran- des en dos de sus Islas hay dos plantaciones de los neerlandeses con algunas casas para habitacion de los Negros é Indios, y son parte de la Colonia que tienen aquellos á orillas del rio, que se reducen á haciendas de caña dulce para hacer azucar, y ocupan mas de 30 leguas de extension; el fruto referido y el aguardiente son los únicos del comercio que hace, y por vivir cada vecino en su hacienda, que suelen distar dos y tres leguas entre sí, sin mas Poblacion formal que la que hay en una Isla que está mas al E, y tendrá una docena de casas además de la del Gobernador de la Colonia, Comandante de la Tropa, Cirujano y Secretario que corre con los intereses de la Compañia de Comercio, dos posadas, dos almacenes y alojamiento para los Negros de la la Compañia, y la Chercha ó Iglesia; y en el parage mas elevado de la Isla, junto á la casa del Gobernador, está el fuerte de Zelanda, construido sobre estacas en un parage pantanoso batido del rio y del mar, por lo qual tienen continuamente que hacer faginas para repararlo, y ademas de este hay una bateria rasa orizontal á las aguas con 12 cañones de á 24 que se comunica con el fuerte.

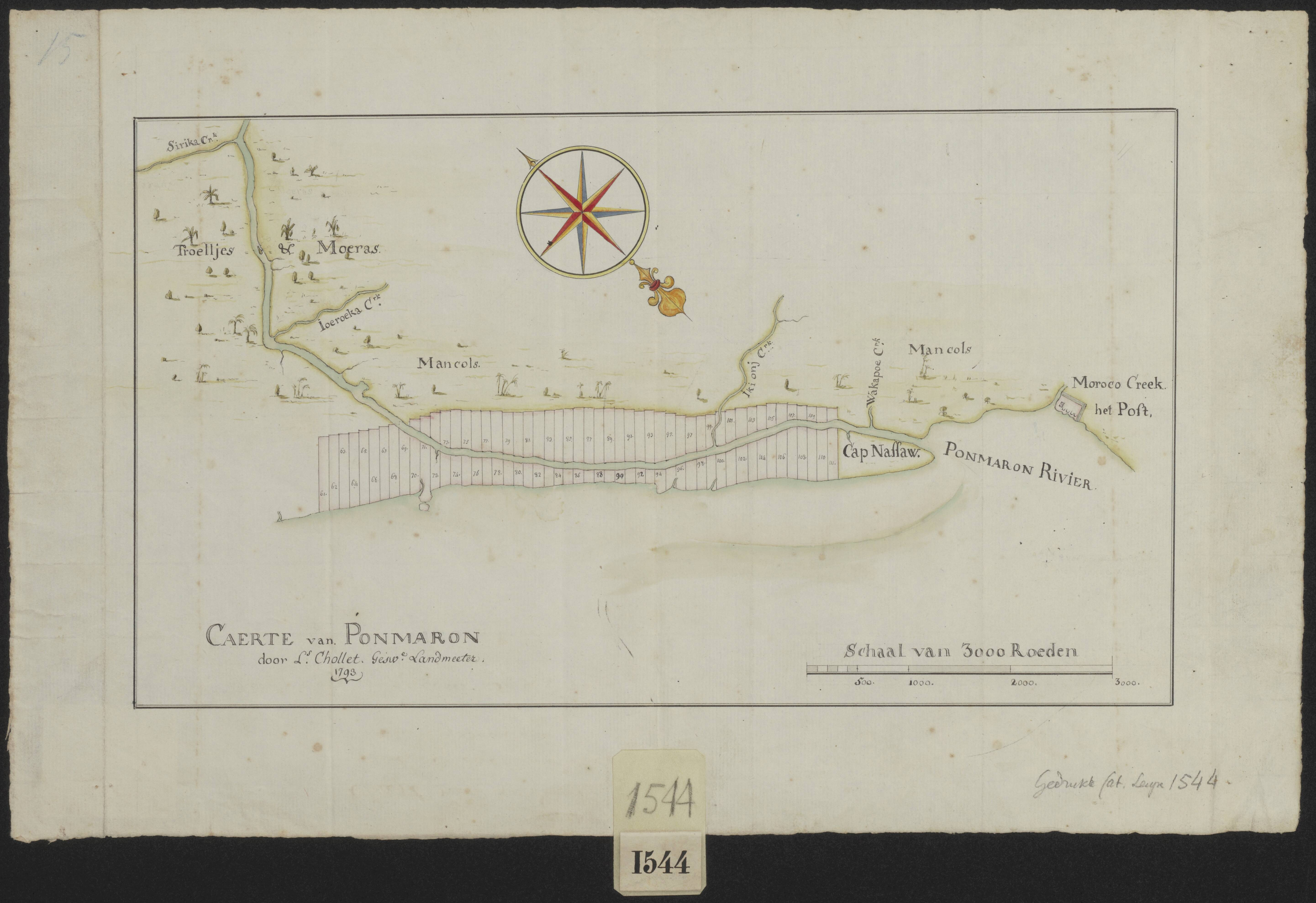
Rio Pomeroon 1793

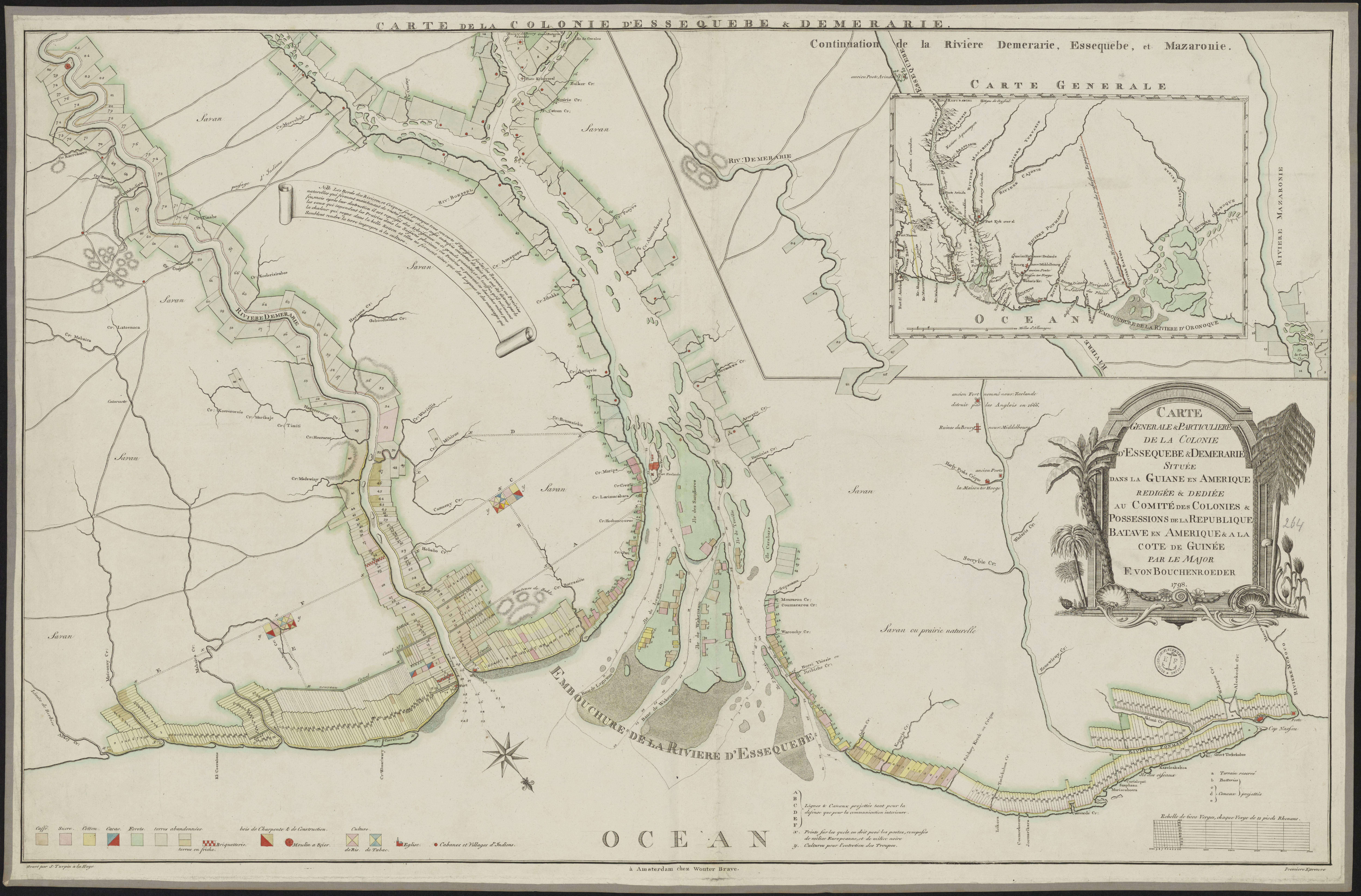
Plano de las plantaciones con los tipos de cultivos 1798. República de Batavia

En 1800, Esequibo y Demerara contaban entre ambos con alrededor de 380 plantaciones de caña de azúcar; para este momento el idioma dominante era el neerlandés.
Tras el Tratado de Amiens (1802), Los Países Bajos recuperaron la colonia de Esequibo brevemente entre 1802 y 1803, pero los británicos ocuparon el área de nuevo. En 1812, Stabroek fue tomado y renombrado por los británicos como Georgetown y se convirtió en la capital del Esequibo británico; siendo su conquista reconocida en 13 de agosto de 1814 y se fusionó con la colonia de Demerara. El 21 de julio de 1831 era Demerara-Esequibo unido con Berbice a la Guayana Británica.

## Restos de la época colonial

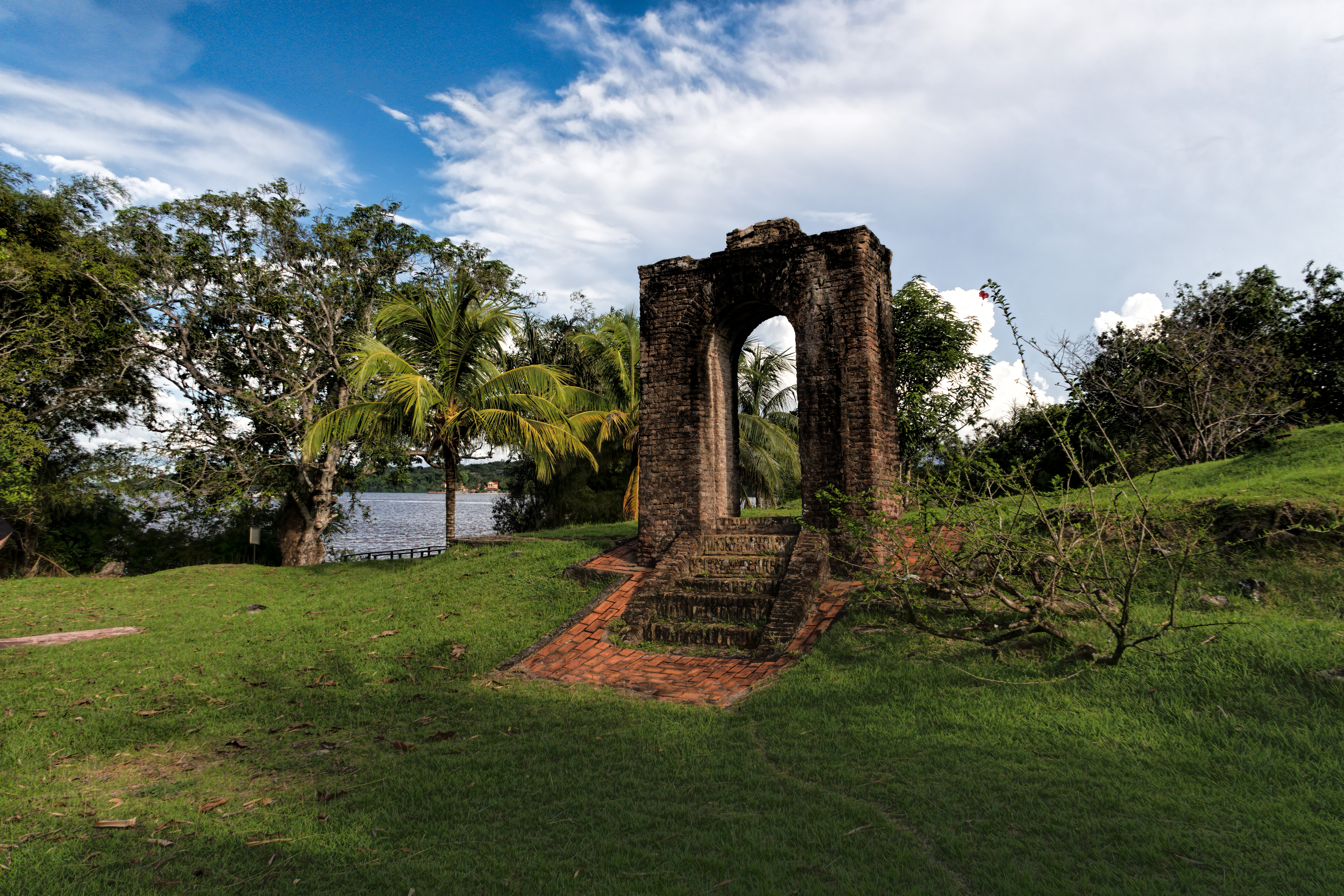
La puerta de entrada al Fuerte Kyk-Over-Al que fue construido por los neerlandeses en 1616.

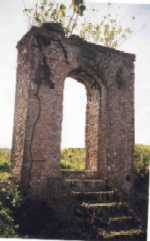
Restos del Fuerte Kykoveral.

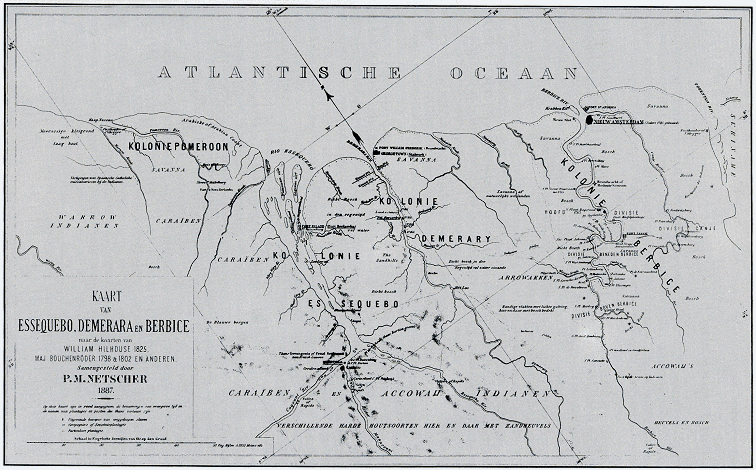
Mapa de 1763 que muestra las Colonia del Esequibo, Demerara y Berbice.

En la isla del Fuerte Kyk-Over-Al cayó lentamente bajo la influencia de la vegetación. Después del laudo Arbitral de París entre Venezuela y el Reino Unido, a principios del siglo XX un grupo neerlandés fue a la isla para demostrar su origen neerlandés. Entonces la isla fue despojado de su vegetación de manera que los cimientos de la antigua fortaleza fueron expuestos. En 1997, la fortaleza fue abierta de nuevo, el gobierno de Guyana aprobó la construcción de un embarcadero y ha hecho de la isla un lugar turístico. La puerta de la fortaleza Kyk-over-al sigue en pie. Las ruinas del Fuerte Zelandia son las ruinas mejor conservadas en Guyana y uno de los restos más antiguos de la presencia neerlandesa en el país. La iglesia colonial cerca del ruinoso fuerte fue restaurada, gracias a la asistencia financiera neerlandesa a principios del actual siglo XXI. Desde entonces actúa como "Museo del patrimonio neerlandés".

## Autoridades

### Gobernadores de Esequibo
- Adrian Groenewegen (1616 - 1624)
- Jacob Conijn (1624 - 1627)
- Jan van der Goes (1627-1638)
- Cornelis Pieterszoon manguera (1638 - 1641)
- Andriaen van der Woestijne (1641 - 1644)
- Andriaen Janszoon (1644 - 1657)
- Aert Adriaenszoon Groenewegel (1657 - 1664)
- John Scott (1665 - 1666)
- Crynssen (1666)
- Adriaen Groenewegel (1666)
- Baerland (1667 - 1670)
- Henry Bol (1670 - 1676)
- Jacob Resina (1676 - 1678)
- Abraham Beekman (1678 - 1690)
- Samuel Beekman (2 de noviembre de 1690 - 10 de diciembre de 1707)
- Peter van der Heyden Resén (10 de diciembre de 1707-24 de julio de 1719)
- Laurens Lord (24 de julio de 1719 a 12 de octubre de 1729)
- Hermanus Geles Kerke (12 de octubre de 1729 - abril 1742)
- Laurens Storm van 's Gravesande (abril 1742 a 1752, 1743 a 1775)
- Robert Nicholson (27 de febrero de 1781 a 1782)
- Abraham Jacob van Imbijze van Batenburg (22 de abril de 1796 - 27 de marzo de 1802)

### Comandantes de Esequibo
- Albert Siraut des Touches (1784)
- Johannes Cornelis Bert (1784 - 1787)
- Albertus Backer (1.ª vez) (1787-1789)
- Gustaaf Eduard Meijer timón (1789 - 1791)
- Thierens Matthijs (1791 - 1793)
- Albertus Backer (segundo periodo) (1793 - 22 de abril de 1796)
- George Hendrik Trotz (27 de marzo de 1802 - septiembre 1803)

### Directores generales
- Laurens Storm van 's Gravesande (2 de noviembre de 1752-1772)
- George Hendrik Trotz (2 de noviembre de 1772 a 1781)